# 新巷庄
新巷庄為日治臺灣1920年至1945年間存在之行政區，轄屬台南州嘉義郡，為今嘉義縣新港鄉。新港庄名產有新巷米、新巷飴、新港豬肉麵。
新巷原名「新港」，但因台灣全島有多處「新港」的地名，加上新港遠離河港位置，在1920年10月改稱「新巷」，兩者之日語讀音相同；二戰後改回新港之稱。

## 行政區劃
新巷庄在清治時期及日治時期初期屬打猫南堡、打猫西堡、牛稠溪堡的37街庄。於1895年8月，屬臺灣民政支部嘉義出張所。1896年4月改隸臺南縣。1897年6月隸屬嘉義縣。1897年10月，設立「新港保良局」，由陳起鳳擔任局長。1898年6月改隸臺南縣，並設立「打貓辨務署新港支署」。1900年11月，改為「嘉義辨務署新港支署」，並同時設置「新港區街庄役場」，由林維朝擔任區街庄長。1901年11月，改隸屬「嘉義廳新港支廳」。1904年2月，嘉義廳實施街庄整併，整併為以下21街庄：
- 打猫南堡：西、海豐仔庄
- 打猫西堡：新港街、後庄、埤頭庄、舊南港庄、板頭厝、大潭、後底湖庄、古民庄、埤仔頭庄、崙仔庄
- 牛稠溪堡：大崙、番婆庄、大客庄、潭仔墘庄、溪北庄、月眉潭庄、菜公厝庄、中洋仔庄、三間厝庄

1906年9月，新港支廳併入「打貓支廳」。1910年2月，新港區街庄役場改稱「新港區長役場」。1920年10月1日，原堡里之行政區廢除，街庄改為大字；而，並將上述21街庄合併為臺南州嘉義郡「新巷庄」，庄轄域內分為新巷、西庄、海豐子、後庄、埤頭、舊南港、板頭厝、大潭、後底湖、古民、埤子頭、崙子、大崙、番婆、大客、潭子墘、溪北、月眉潭、菜公厝、中洋子、三間厝等21個大字。
- 古民大字下有「古民」、「中庄」小字名
- 埤頭大字下有「菜園」、「埤頭」小字名[2]

| 1900年11月                                   | 1904年4月 | 1904年4月 | 1920年10月 | 1920年10月 | 現在   | 現在                     |
| -------------------------------------------- | --------- | --------- | ---------- | ---------- | ------ | ------------------------ |
| 西庄                                         | 打貓區    | 西庄      | 新巷庄     | 西庄       | 新港鄉 | 西庄村                   |
| 海豐仔庄、潭底仔庄                           | 大潭區    | 海豐仔庄  | 新巷庄     | 海豐子     | 新港鄉 | 海瀛村                   |
| 崙仔庄                                       | 大潭區    | 崙仔庄    | 新巷庄     | 崙子       | 新港鄉 | 北崙、南崙村             |
| 新港街                                       | 新港區    | 新港街    | 新巷庄     | 新巷       | 新港鄉 | 宮前、宮後、福德、大興村 |
| 後庄                                         | 新港區    | 後庄      | 新巷庄     | 後庄       | 新港鄉 | 共和村                   |
| 頂菜園庄、埤頭庄                             | 新港區    | 埤頭庄    | 新巷庄     | 埤頭       | 新港鄉 | 共和村                   |
| 舊南港庄、下菜園庄                           | 新港區    | 舊南港庄  | 新巷庄     | 舊南港     | 新港鄉 | 南港村                   |
| 頂灣仔內庄、下灣仔內庄、板頭厝庄             | 新港區    | 板頭厝庄  | 新巷庄     | 板頭厝     | 新港鄉 | 板頭村                   |
| 大潭庄                                       | 大潭區    | 大潭庄    | 新巷庄     | 大潭       | 新港鄉 | 大潭村                   |
| 海豐庄、後底湖庄                             | 大潭區    | 後底湖庄  | 新巷庄     | 後底湖     | 新港鄉 | 大潭村                   |
| 古民庄、中庄                                 | 大潭區    | 古民庄    | 新巷庄     | 古民       | 新港鄉 | 古民、中庄村             |
| 埤仔頭庄                                     | 大潭區    | 埤仔頭庄  | 新巷庄     | 埤子頭     | 新港鄉 | 埤子村                   |
| 大崙庄、過溝仔庄                             | 月眉潭區  | 大崙庄    | 新巷庄     | 大崙       | 新港鄉 | 南港村                   |
| 番婆庄                                       | 月眉潭區  | 番婆庄    | 新巷庄     | 番婆       | 新港鄉 | 安和村                   |
| 大客庄、大竹圍庄(部分)                       | 月眉潭區  | 大客庄    | 新巷庄     | 大客       | 新港鄉 | 潭大村                   |
| 大竹圍庄(部分)、外六斗庄、潭仔墘庄           | 月眉潭區  | 潭仔墘庄  | 新巷庄     | 潭子墘     | 新港鄉 | 潭大村                   |
| 溪北庄、閹豬厝庄                             | 月眉潭區  | 溪北庄    | 新巷庄     | 溪北       | 新港鄉 | 溪北村                   |
| 月眉潭庄                                     | 月眉潭區  | 月眉潭庄  | 新巷庄     | 月眉潭     | 新港鄉 | 月潭、月眉、中洋村       |
| 菜公潭庄、咬狗竹庄                           | 月眉潭區  | 菜公厝庄  | 新巷庄     | 菜公厝     | 新港鄉 | 菜公村                   |
| 中洋仔庄、後厝仔庄、內六斗庄、三間厝庄(部分) | 月眉潭區  | 中洋仔庄  | 新巷庄     | 中洋子     | 新港鄉 | 中洋村                   |
| 三間厝庄(部分)、羅厝庄、港尾庄               | 月眉潭區  | 三間厝庄  | 新巷庄     | 三間厝     | 新港鄉 | 三間村                   |

## 庄長
- 林甲炳：1920年10月1927至年11月
- 林蘭芽：1927年11月1936至年5月
- 瀧野平四郎：1936至年5月1936至年5月[1]（曾任曾文、新營、北港、虎尾、東石、北門、新豐郡警察課警部[4]）

## 庄歌
1. 豐榮昇る御光の　惠露幸受、昔草叢柴の戶も　今交通の繁き鄉、此處ぞ我等の　新巷庄。
2. 千古の雪を戴きて　昇る朝日に色映ゆる、わが生まし山新高に　音の似通ふ此の樂土、此處ぞ我等の　新巷庄。
3. 前南のわだの原　春に新高や次高山、蒼茫沃野のただ中に　愛と信に榮える鄉、此處ぞ我等の　新巷庄。[1]

## 人口
| 大字別 | 內地人 | 臺灣人 | 中華民國人 | 小計   |
| ------ | ------ | ------ | ---------- | ------ |
| 西庄   |        | 783    |            | 783    |
| 海豐子 |        | 445    |            | 445    |
| 新巷   | 87     | 5,329  | 11         | 5,427  |
| 後庄   |        | 289    |            | 289    |
| 埤頭   |        | 382    |            | 382    |
| 舊南港 | 19     | 759    |            | 778    |
| 板頭厝 |        | 953    |            | 953    |
| 大潭   |        | 1,179  |            | 1,179  |
| 後底湖 |        | 63     |            | 63     |
| 古民   |        | 2,456  |            | 2,456  |
| 埤子頭 |        | 500    |            | 500    |
| 崙子   | 5      | 1,596  |            | 1,601  |
| 大崙   | 10     | 361    |            | 371    |
| 番婆   | 7      | 1,150  |            | 1,157  |
| 大客   | 1      | 310    |            | 311    |
| 潭子墘 |        | 463    |            | 463    |
| 溪北   |        | 1,090  |            | 1,090  |
| 月眉潭 | 10     | 2,193  |            | 2,203  |
| 菜公厝 |        | 345    |            | 345    |
| 中洋子 |        | 566    |            | 566    |
| 三間厝 |        | 448    |            | 448    |
| 小計   | 139    | 21,660 | 11         | 21,810 |

## 設施

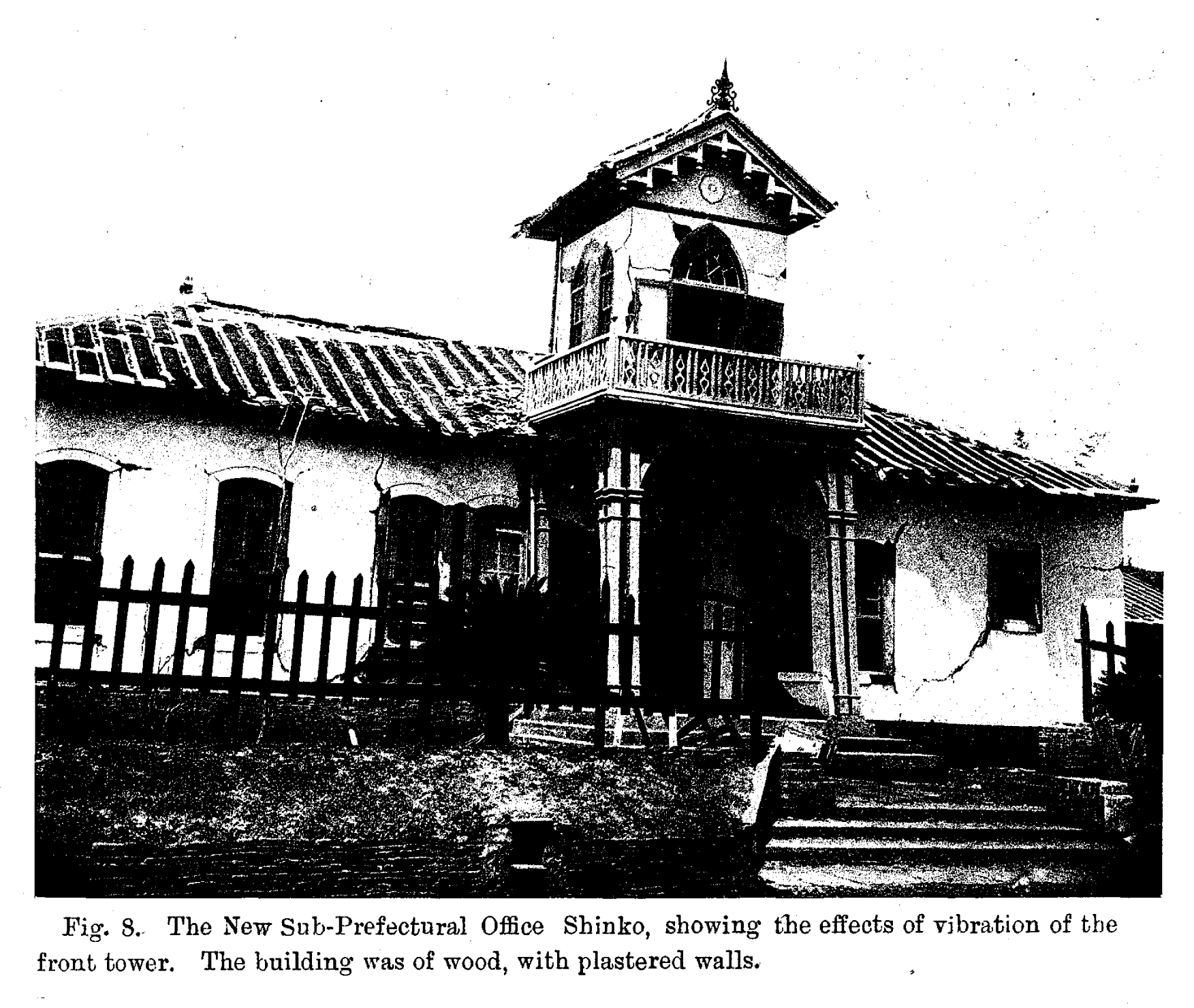
1906年梅山地震中損毀的新港支廳廳舍，新港支廳在同年併入打貓支廳

- 新巷庄役場1935年10月啟用的新巷庄役場
- 新巷郵便局

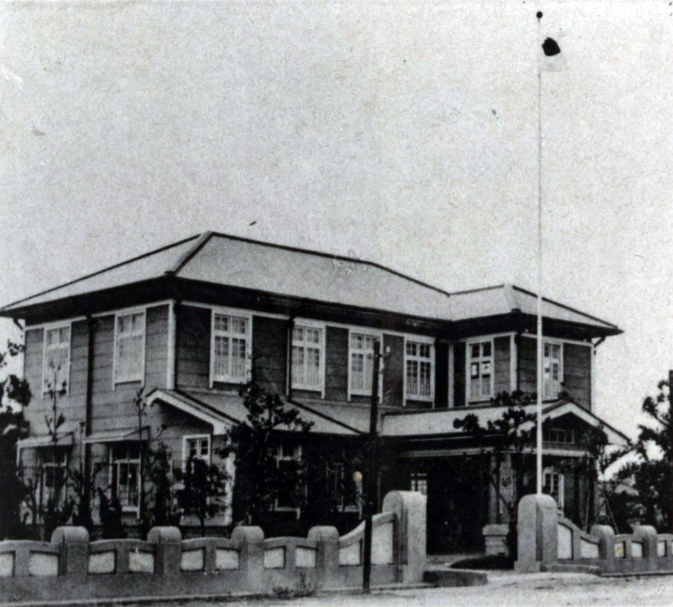
1935年10月啟用的新巷庄役場

- 警察官吏派出所：新巷、埤子頭、舊南港、番婆、月眉潭派出所[6]
- 新巷公學校→新巷國民學校（今新港國小）
- 新巷國民學校北分教場（今古民國小）
- 月眉潭公學校→月眉潭國民學校（今月眉國小）
- 大日本製糖北港線新巷車站（今新港鐵路公園）
- 新巷庄圖書館（1928年設立）[1]
- 新巷庄慈善會[1]
- 新巷小賣市場（1907年設立）[1]
- 新巷家畜市場（1936年設立）[1]
- 新港、月眉潭信用組合（今新港鄉農會）